# Glenea signatifrons
Glenea signatifrons là một loài bọ cánh cứng trong họ Cerambycidae.